# Ocimum irvinei
Ocimum irvinei là một loài thực vật có hoa trong họ Hoa môi. Loài này được J.K.Morton mô tả khoa học đầu tiên năm 1962.